# Bienvenu, Bispo de Digne

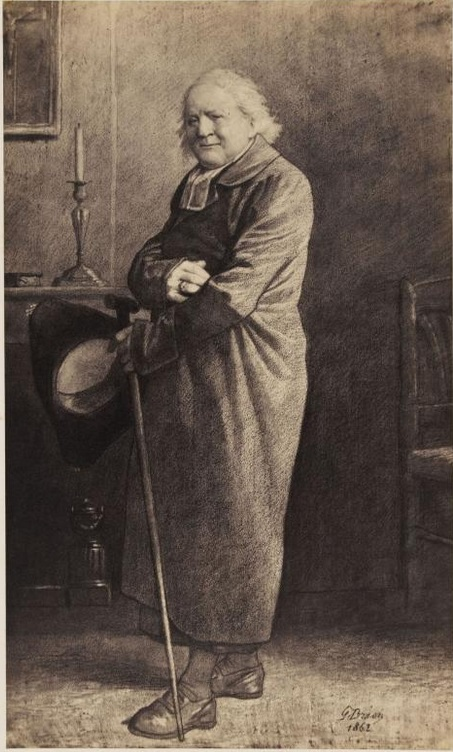
Bispo Myriel em ilustração de Gustave Brion, 1862.

Bispo Charles-François-Bienvenu Myriel, conhecido como Bispo Myriel ou Monsenhor Bienvenu, é um personagem do romance Os Miseráveis, de Victor Hugo, 1862. Myriel é o bispo de Digne. O Bispo de Digne na vida real, durante o período de tempo em que a aparência de Myriel no romance é definido como Bienvenu de Miollis (1753-1843). Ele serviu como modelo de Hugo por Myriel. Tanto no romance  como no filme e adaptações musicais dele, o bispo é um herói que personifica a compaixão e misericórdia.
Como Hugo começou a trabalhar no romance em 1848 depois de uma longa interrupção, o seu filho Charles, anti-clérigo, opôs-se à apresentação de Myriel como "um protótipo de perfeição e inteligência", sugerindo, ao invés, alguém de "uma profissão liberal moderna, como um médico." O romancista respondeu: Eu não posso colocar o futuro para o passado. Meu romance tem lugar em 1815. Para o resto , este padre católico , esta figura pura e sublime do verdadeiro sacerdócio , oferece a sátira mais selvagem sobre o sacerdócio hoje.

## No romance
Ele ganhou o título de Bispo através de um encontro casual com Napoleão. Não era um homem comum. Ele era generoso e caridoso. É assim que ele ganhou o nome de "Bienvenu" ("Bienvenu" significa "Bem-vindo"). Seus atos e palavras são longamente descrito no primeiro livro do romance. Por exemplo, ele se mudou para o hospital da cidade de pequeno porte, de modo que o palácio episcopal pudesse ser utilizado como hospital; ele mantinha apenas um décimo de seu salário para suas despesas pessoais, dando o resto de esmolas; ele uma vez acompanha um homem condenado ao cadafalso, depois que o padre da aldeia havia se recusado a fazê-lo.
Uma noite, Jean Valjean aparece à sua porta, pedindo um lugar para passar a noite. Bienvenu graciosamente o aceita, o alimenta e lhe dá uma cama. Valjean, incapaz de dormir em uma cama confortável, depois de anos dormindo em tábuas nas galés de Toulon, acorda, entra no quarto do Bispo, recolhe seus talheres de prata e foge. Valjean é levado de volta diante do Bispo pela polícia, e a polícia informa Bienvenu de que ele levava prata em sua mochila. Bienvenu diz à polícia que ele, na verdade, tinha dado a prataria a Valjean e diz que ele era um tolo por não levar os castiçais, que valiam duzentos francos.

## Canções no Musical
- On Parole - Nesta canção, ele alimenta o faminto e cansado Valjean em sua casa e lhe oferece vinho e uma cama "para descansar até a manhã."
- Valjean Arrested, Valjean Forgiven - Este solo é do bispo, que é cantado logo após a música Valjean Arrested, onde dois policiais capturam Valjean tentando roubar os talheres  de prata do bispo. O bispo engana os policiais dizendo que ele deu a Valjean como um presente para salvá-lo da prisão, e ajuda ainda mais Valjean, dando-lhe dois castiçais adicionais para vender. Myriel instrui Valjean a usar a prata "para se tornar um homem honesto", e afirma que ele comprou a alma de Valjean para Deus.

## Adaptações
- George Moss – 1917, Adaptação
- Paulo Jorge - Les Misérables, filme de 1925,
- Henry Krauss - Les Misérables, filme de 1934,
- Cedric Hardwicke - Les Misérables, 1935,
- Massimo Pianforini - Les Misérables, 1948
- Edmund Gwenn - Les Misérables, filme de 1952
- Fernand Ledoux - Les Misérables, filme de 1958
- François Vibert -  1972
- Claude Dauphin - Les Misérables, filme de 1978
- Louis Seigner - Les Misérables, filme de 1982
- Ken Caswell – Les Misérables,  musical, 1985, Londres
- Norman Grande – Les Misérables, 1987, Broadway Musical
- Paul Monaghan - Les Misérables - The Dream Cast in Concert,  1995
- Peter Vaughan - Les Misérables, filme de 1998
- Otto Sander - 2000
- James Chip Leonard – Les Misérables, musical, 2006